# 2-tert-butyl-1,1,3,3-tetramethylguanidine
2-tert-butyl-1,1,3,3-tetramethylguanidine is een organische base, die ook gekend is als Bartons base. Ze is genoemd naar de Britse scheikundige en Nobelprijswinnaar Derek Barton. Barton en zijn medewerkers bereidden in 1982 een aantal guanidines met sterische hindering; in dit geval veroorzaakt door vijf alkylgroepen: vier methylgroepen en een tert-butylgroep. Deze basen behoorden tot de sterkste organische basen die op dat ogenblik bekend waren. De zuurconstante (pKa) van Bartons base bedraagt 14.

## Synthese
De base wordt bereid door de reactie van tert-butylamine met een Vilsmeierzout. Dat laatste is het reactieproduct van fosgeen met N,N,N',N'-tetramethylureum.

## Toepassingen
Bartons base kan in vele organische reacties gebruikt worden, onder meer in alkyleringen en bij de vorming van aziridines. Het is vaak een milder alternatief voor traditionele, sterke anorganische basen.